# Куфщайн (крепост)
Крепостта Куфщайн (на немски: Festung Kufstein) е основната забележителност на Куфщайн, град в провинция Тирол в Австрия. Разположена е на висок хълм в града до реката Ин.

## История
Споменава се за първи път в документ от 1205 година, където е наречена Castrum Caofstein. По това време тя е във владение на епископа на Регенсбург.
През 1504 г. градът и крепостта са обсадени и превзети от Император Максимилиан I. От 1703 до 1805 г. е част от Бавария, като отново е върната като част от Австрия през 1814 г.
В крепостта днес се намира градският музей на Куфщайн. Откритата част от нея се ползва за концерти и срещи, а през 2008 г. се излъчва Европейското първенство по футбол, на което домакини са Австрия и Швейцария.

## Галерия
- Снимки на крепостта